# 小野加賀
小野加賀（おのかが）は、太宰府天満宮の神職の一家。

## 概要
太宰府天満宮の神職には上官、下官に区分され、小野加賀家は上官に属する。
上官には五別当（ごべっとう）、宮司（ぐうじ）、三剛（さんごう）、衆徒（しゅうと）、禅宗（ぜんしゅう）、文人（もんにん）がある。
その文人のひとつが小野加賀家にあたり、天徳元年（957年）に大宰大弐（だざいのだいに：大宰府政庁の次官職）である小野好古（おののよしふる）が文官三十士の中から三家をくじ引きで選んだ。選ばれたのは小野道公、小野道好、小野道幹の三人で、それぞれ小野伊勢（後に小野伊予）、小野加賀、小野但馬と名乗り、和歌を報じることで太宰府天満宮に仕えるようになった。
現在の太宰府天満宮の「定遠館」が建っているところが小野加賀邸があった場所で、人手に渡っていたものを敗戦後に宮司の西高辻家が買い取って太宰府天満宮の付属施設とした。
小野好古は藤原純友の乱を平定した人物であるが、書家の小野道風の兄でもある。